# Allograpta septemvittata
Allograpta septemvittata är en tvåvingeart som först beskrevs av Tokuichi Shiraki 1963.  Allograpta septemvittata ingår i släktet Allograpta och familjen blomflugor. Inga underarter finns listade i Catalogue of Life.